# Jerzy Bem
Jerzy Józef Bem (ur. 10 marca 1937 w Godowie, zm. 18 listopada 2021 we Wrocławiu) – polski astronom, docent, doktor habilitowany.

## Życiorys
W 1959 ukończył studia astronomiczne na Uniwersytecie Wrocławskim. W 1965 obronił na Uniwersytecie im. Adama Mickiewicza w Poznaniu pracę doktorską Wyznaczenie różnicy długości ASS Borowiec – Obserwatorium Astronomiczne UAM w Poznaniu napisaną pod kierunkiem Józefa Witkowskiego. W tym samym roku rozpoczął pracę w Instytucie Astronomicznym Uniwersytetu Wrocławskiego. Tam w 1981 uzyskał stopień doktora habilitowanego na podstawie pracy Wyznaczanie rektascensji gwiazd i fotoelektryczna rejestracja momentu przejścia. Był zatrudniony na stanowisku docenta.
Był członkiem Polskiego Towarzystwa Astronomicznego.
Syn Józefa i Erny. Pochowany w Trzepowie koło Płocka.